# Ethel the Frog
Ethel the Frog foi uma banda de heavy metal formada em 1976 em Hull, Inglaterra. Eles são notáveis por ser parte do movimento New Wave of British Heavy Metal. O nome incomum da banda foi tirado de um sketch de Monty Python chamado "Piranha Brothers".

## Carreira
Depois de construirem uma pequena fama na sua cidade natal eles lançaram uma versão heavy metal da música dos Beatles "Eleanor Rigby", em 1978. Ethel the Frog também contribuiu com a canção "Fight Back" para compilações de Metal For Muthas de Neal Kay. Em 1979, eles assinaram um contrato com a gravadora EMI, que re-lançou o single "Eleanor Rigby" com "Whatever Happened to Love" no lado-B.
Existem várias especulações quanto aos motivos, mas o fato é que logo após o lançamento do álbum de estreia auto intitulado "Ethel the Frog" o grupo se desfez. Esse mesmo álbum foi lançado em CD em 1997 por uma pequena gravadora chamada British Steel Records.

## Após a separação
Terry Hopkinson se tornou em 2002 professor(MA, PhD) na Escola de Arqueologia da Universidade de Leicester. 3 anos antes ele era professor de pesquisa no Colégio Saint John de Cambridge.
Tognola e Conyers participaram de uma banda chamada Salem, lançando um single chamado "Reach for Eternity / Cold as Steel", Porém antes de lançar o single a banda se separou em 1983.
Doug Sheppard continuou a tocar em algumas bandas cover, Algum tempo depois formou a banda No Messiahs (com músicas originais), que durou alguns anos. Atualmente ele continua a tocar guitarra na Holanda e tem várias músicas originais no site Reverbnation. http://www.reverbnation.com/pauldouglas

## Formação
- Doug Sheppard (vocal, guitarra solo)
- Terry Hopkinson (vocal, baixo)
- Paul Tognola (vocal, guitarra base)
- Paul Conyers (bateria)

## Discografia
- Metal for Muthas - Compilação (1980) Sanctuary Records
- Ethel the Frog (1980) - EMI